# Ga Phú Cương
Phú Cương (tiếng Trung: 富岡; bính âm: Zhōnglì) là một ga đường sắt ở Đào Viên, Đài Loan do Cục Đường sắt Đài Loan phục vụ. 